# Harland and Wolff
«Харленд энд Вольф» (англ. Harland & Wolff Ltd.) — одна из крупнейших британских судостроительных верфей, находящаяся в городе Белфаст, Северная Ирландия, Великобритания. Площадь территории, занимаемой верфью, составляет 32 гектара.

## История
Верфь была основана в Белфасте в 1861 году йоркширцем Эдвардом Харландом и немцем Густавом Вольфом. К началу XX века она стала самым продуктивным строителем лайнеров в мире и одной из самых процветающих компаний Великобритании, где трудилось более 30 тыс. человек..
В 1909—1911 годы на верфи велось строительство, а 31 мая 1911 года прошёл спуск на воду крупнейшего на то время пассажирского лайнера «Титаник», конструктором которого был исполнительный директор «Харленд энд Вулф» Томас Эндрюс.
В годы Второй мировой войны на верфи было построено 140 военных кораблей, 123 торговых судна, а также более 500 танков: пехотных «Матильд», «Черчиллей» и кавалерийских «Кентавров».
С развитием в конце 1950-х реактивной авиации и развитием авиаперевозок спрос на океанские лайнеры рухнул. На фоне конкуренции с Японией это привело к трудностям у британской судостроительной промышленности в целом. Последний круизный лайнер, «Канберра», — сошел с верфи в 1960 году, к середине десятилетия бизнес уже находился в упадке.
В XXI веке положение верфи продолжало ухудшаться, в 2003 году со стапелей компании сошло последнее судно - паром Минобороны Великобритании Anvil Point.
С 2011 года компания расширяется, а 75 % её работ приходится на морские ветрогенераторы.
В 2015 году компания получила прибыль в размере £1,1 млн, однако, по состоянию на 2019 год это был последний прибыльный год для нее. Оборот верфи, которая в настоящее время занимается ремонтом судов, нефтяных плавучих платформ, а также ветряных турбин, снизился с £66,7 до £8,3 млн.
5 августа 2019 года было объявлено, что с 12 августа компания переходит под внешнее управление из-за долгов. В качестве возможных управляющих предполагаются британская компания MJM Group и американская Flacks Group.